# Josef Reinius
Ernst Josef Reinius, född den 23 februari 1871 i Stockholm, död där den 6 januari 1937, var en svensk skolman. Han var bror till Gustaf Reinius och far till Erik Reinius.
Reinius avlade filosofie licentiatexamen vid Uppsala universitet 1898 och promoverades till filosofie doktor 1903. Han var extra ordinarie lärare i Göteborg och Stockholm 1901–1905, lektor i modersmålet och tyska i Gävle 1905–1910 och i tyska och engelska vid Högre latinläroverket å Norrmalm i Stockholm 1910–1936. Reinius var dessutom anställd vid privata högre lärarinneseminariet och Åhlinska skolan. Han genomförde studieresor till Tyskland 1892–1893, 1903 och 1909, till England 1899, 1905 och 1922, till Norge 1897, 1898 och 1900, till Danmark 1903 och 1905 samt till Nederländerna och Frankrike 1922. Reinius publicerade Om kyrkliga lånord i äldre fornsvenska (1898), On Transferred Appellations of Human Beings Chiefly in English and German: Studies in Historical Sematology I (gradualavhandling 1903), uppsatser i språkliga och pedagogiska ämnen samt skolupplagor som Aus deutschen Klassikern (1922). År 1916 utgavs hans översättning Tankar om uppfostran av John Lockes Some Thoughts Concerning Education (1693). Reinius vilar på Bromma kyrkogård.